# Demokratikus Ifjúsági Világszövetség
A Demokratikus Ifjúsági Világszövetség az ENSZ által is elismert nem politikai jellegű baloldali ifjúsági szervezet. A második világháború után alakult, mint az Ifjúkommunisták Szövetségének jogutódja, de a hidegháború alatt csaknem minden nyugati szervezet kilépett belőle a szovjet befolyás miatt. 1989 és 1992 között a Szovjetunió összeomlása után egy rövid időre válságba került, de túlélte, és jelenleg is aktív szervezet.
A DIVSZ székhelye Magyarországon van, Budapesten. Legismertebb rendezvényük a rendszeresen megrendezésre kerülő Világifjúsági Találkozó (VIT).

## DIVSZ tagszervezetek

### Afrika
- Juventude do Movimento Popular da Libertação de Angola, Angola
- National Union of Eritrean Youth and Students, Eritrea
- Organização da Juventude Mozambicana, Mozambik
- SWAPO Youth League, Namíbia
- Mouvement de la Jeunesse Démocratique, Szenegál
- African National Congress Youth League, Dél-afrikai Köztársaság
- South African Student Congress, Dél-afrikai Köztársaság
- Sudanese Youth Union, Szudán
- Umoja Wa Vijana, Tanzánia
- Union de la Jeunesse Démocratique Alboury Ndiaye, Szenegál
- Unión de Juventud de Saguia el Hamra y Río de Oro, Nyugat-Szahara
- United National Independent Party Youth League, Zambia
- ZANU-PF Youth League, Zimbabwe

### Ázsia
- Resistance, Ausztrália
- Bangladesh Students Union, Banglades
- Bangladesh Youth Union, Banglades
- Democratic Youth of Bhutan, Bhután
- Students Union of Bhutan, Bhután
- All Burmese Student’s Democratic Front, Burma
- All Burma Student League, Burma
- Kim Il Sung Socialist Youth League, Észak-Korea
- All India Students Federation, India
- All India Youth Federation, India
- All India Youth League, India
- Democratic Youth Federation of India, India
- Revolutionary Youth Front, India
- Tudeh Youth, Irán
- Democratic Youth League of Japan, Japán
- Japan League of Socialist Youth, Japán
- Korean Youth League in Japan, Japán
- 7th-term Hanchongryon Dél-Korea
- Union of Lao People’s Revolutionary Youth, Laosz
- All Nepal National Free Students Union, Nepál
- Democratic National Youth Federation, Nepál
- Nepal National Youth Federation, Nepál
- Pashthoonkhwa Students Organisation, Pakisztán
- ANAKBAYAN], Fülöp-szigetek
- Communist Youth Federation, Srí Lanka
- Socialist Students Union, Srí Lanka
- Socialist Youth Union, Srí Lanka
- Ho Chi Minh Communist Youth Union, Vietnám
- Vietnamese Youth Federation, Vietnám

### Európa és Észak-Amerika
- Young Communist League Armenia, Örményország
- Young Communist League Azerbaijan, Azerbajdzsán
- Kommunistische Jugend Österreich, Ausztria
- Leninist Communist Youth Union of Belorussia, Fehéroroszország
- Bulgarian Socialist Youth Union, Bulgária
- Young Communist League of Canada, Kanada
- Komunistický Svaz Mládeže, Csehország
- United Democratic Youth Organization, Ciprus
- Kommunistisk Parti i Danmark - Ungdom, Dánia
- Kommunistinen nuorisoliitto ry, Finnország
- Mouvement de la Jeunesse Communiste de France, Franciaország
- Young Communist League of Georgia, Grúzia
- Freie Deutsche Jugend, Németország
- Sozialistische Deutsche Arbeiterjugend, Németország
- Communist Youth of Greece, Görögország
- Baloldali Front, Magyarország
- Connolly Youth Movement, Írország
- Workers Party Youth, Írország
- Giovani Comuniste e Comunisti, Olaszország
- Juventude Comunista Portuguesa, Portugália
- Komsomol, Oroszország
- Socialistický Zväz Mladých, Szlovákia
- Colectivos de Jovenes Comunistas, Spanyolország
- Col·lectius de Joves Comunistes - Joventut Comunista, Spanyolország - Katalónia
- Unión de Juventudes Comunistas de España, Spanyolország
- Young Communist League of Sweden, Svédország
- Young Communist League, Nagy-Britannia
- Communist League, Nagy-Britannia
- Young Communist League, USA
- Young Socialist Alliance, USA

### Tagszervezetek
- All Burma Students League
- All Nepal National Free Students Union
- ANC Youth League
- Baloldali Front - Kommunista Ifjúsági Szövetség
- Casa de la Juventud del Paraguay
- Colectivos de Jóvenes Comunistas
- Col·lectius de Joves Comunistes - Joventut Comunista
- Democratic Youth Federation of India
- Democratic Youth League of Japan
- Freie Deutsche Jugend
- General Union of Palestinian Students, UK Branch
- Giovani Comuniste e Comunisti
- Jeunesse Ittihadia, unclear whether it's the official page or not
- Juventud Comunista Colombiana
- Juventud Comunista de Venezuela
- Juventude Comunista Portuguesa
- Juventudes Comunistas de Chile
- Juventude Socialista Brasileira
- Juventude Socialista - PDT
- Juventud Popular Socialista de Mexico
- Juventud URNG
- Kommunistinen nuorisoliitto ry Archiválva 2009. január 24-i dátummal a Wayback Machine-ben
- Kommunistische Jugend Österreichs
- Komunistický svaz mládeže
- Κομμουνιστική Νεολαία Ελλάδας
- Kommunistisk Parti Danmark - Ungdom
- National Union of Eritrean Youth and Students
- Norges Kommunistiske Ungdomsforbund
- Resistance
- Союз Коммунистической Молодежи
- South Africa Student Congress
- Sozialistiche Deutsche ArbeiterJugend
- Student Union of Bhutan
- Sveriges Kommunistiska Ungdomsförbund
- União da Juventude Socialista
- Unión de Jóvenes Comunistas
- Unión de Juventud de Saguia el Hamra y Río de Oro
- Unión de Juventudes Comunistas de España
- Union National des Étudiants de France
- Workers Party Youth
- Young Communist League, Britain
- Young Communist League, Israel
- Young Communist League, USA

### Korábbi tagok
- Juventud Aprista Peruana
- Sinistra Giovanile
- Ung Vänster
- Vasemmistonuoret
- Związek Socjalistycznej Młodzieży Polskiej, Gdynia unit

### Tagságuk függőben
- Youth for Communist Rebirth In France (JRCF)
- COMAC (Youth of the Workers Party of Belgium) Archiválva 2007. január 7-i dátummal a Wayback Machine-ben
- Communistische Jongeren Beweging (Youth of the New Communist Party of the Netherlands)